# Ждановская (Череповецкий район)
Ждановская — деревня в Череповецком районе Вологодской области.
Входит в состав Абакановского сельского поселения, с точки зрения административно-территориального деления — в Абакановский сельсовет.
Расстояние по автодороге до районного центра Череповца — 51 км, до центра муниципального образования Абаканово — 9 км. Ближайшие населённые пункты — Ружбово, Сумино, Покров.
По переписи 2002 года население — 10 человек.